# Typ 93 (samochód pancerny)
Typ 93 − japoński samochód pancerny z okresu II wojny światowej.
Pierwszy model tego pojazdu został wybudowany w 1933 przez zakłady motoryzacyjne Ishikawajima na zlecenie Japońskiej Cesarskiej Marynarki Wojennej. Samochód używany był podczas walk w Chinach, m.in. w bitwie o Szanghaj oraz w starciach na wyspach Pacyfiku.